# Nacht van Spakenburg

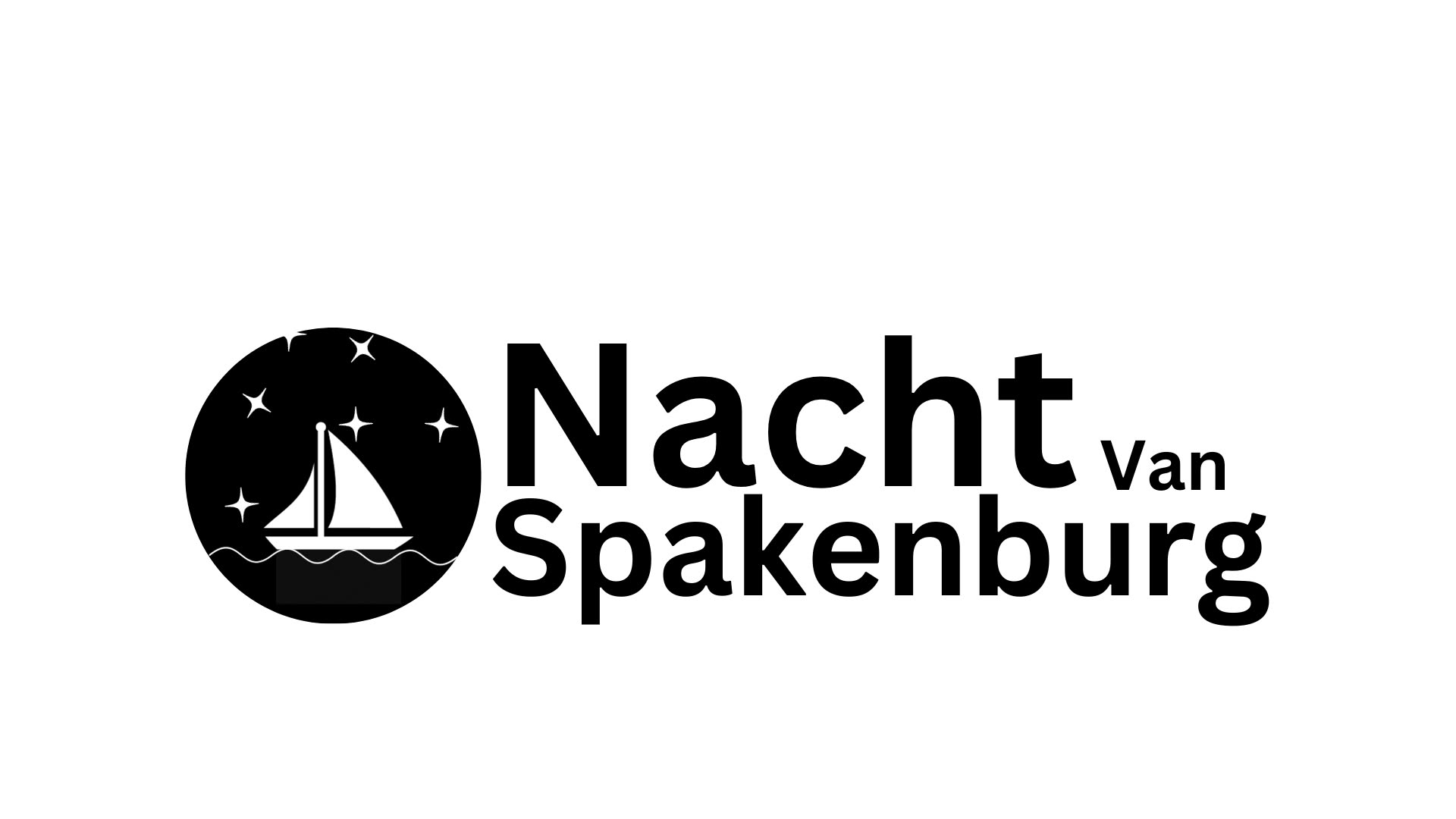
beeldmerk De nacht van Spakenburg

De Nacht van Spakenburg is een zeilwedstrijd die elk jaar in het weekend in september georganiseerd wordt. Gestart wordt op vrijdag vanaf 18.00 uur voor de haven van Spakenburg. Vervolgens varen alle schepen dezelfde route naar de Hollandsebrug en vandaar zijn verschillende banen uitgezet over het zuidelijke deel van het IJsselmeer. Het streven is om zaterdag 's ochtends om tussen 7.00 en 12.00 uur weer voor Spakenburg te finishen.
Behalve platbodems, zoals botters, schouwen en lemsteraken doen er scherpe jachten van diverse typen en verschillende grootte mee. De scherpe jachten zijn ingedeeld volgens de SW-klassen, bij voldoende inschrijvers kunnen er zelfs startgroepen van een eenheidsklasse worden gevormd. Bij de platbodems wordt volgens de TVF-formule gevaren, voor deelnemers uit Spakenburg tellen de DARP-platbodemcompetitie-handicaps.

## Geschiedenis
De tocht bevat alle ingrediënten voor een spannende onderlinge strijd en voor een avontuurlijke belevenis op het IJsselmeer. 
Na de eerste Nacht in 1983, naar aanleiding van het 600-jarig bestaan van de gemeente Bunschoten, is de "Nacht van Spakenburg" uitgegroeid tot een groot zeilevenement dat op de Randmeren en het Markermeer plaatsvindt.
De haven van de Watersportvereniging de Eendracht is het centrale punt van waaruit de "Nacht van Spakenburg" wordt georganiseerd. Startten er in 1983 slechts 30 schepen, de jaren voor 2015 waren dat er 185. In 2024 werd vanuit de watersportvereniging de wedstrijd nieuw leven ingeblazen. Platbodems, zoals Botters en Schouwen kunnen ook deelnemen aan het evenement. 